# Amtsgasse 39, 40

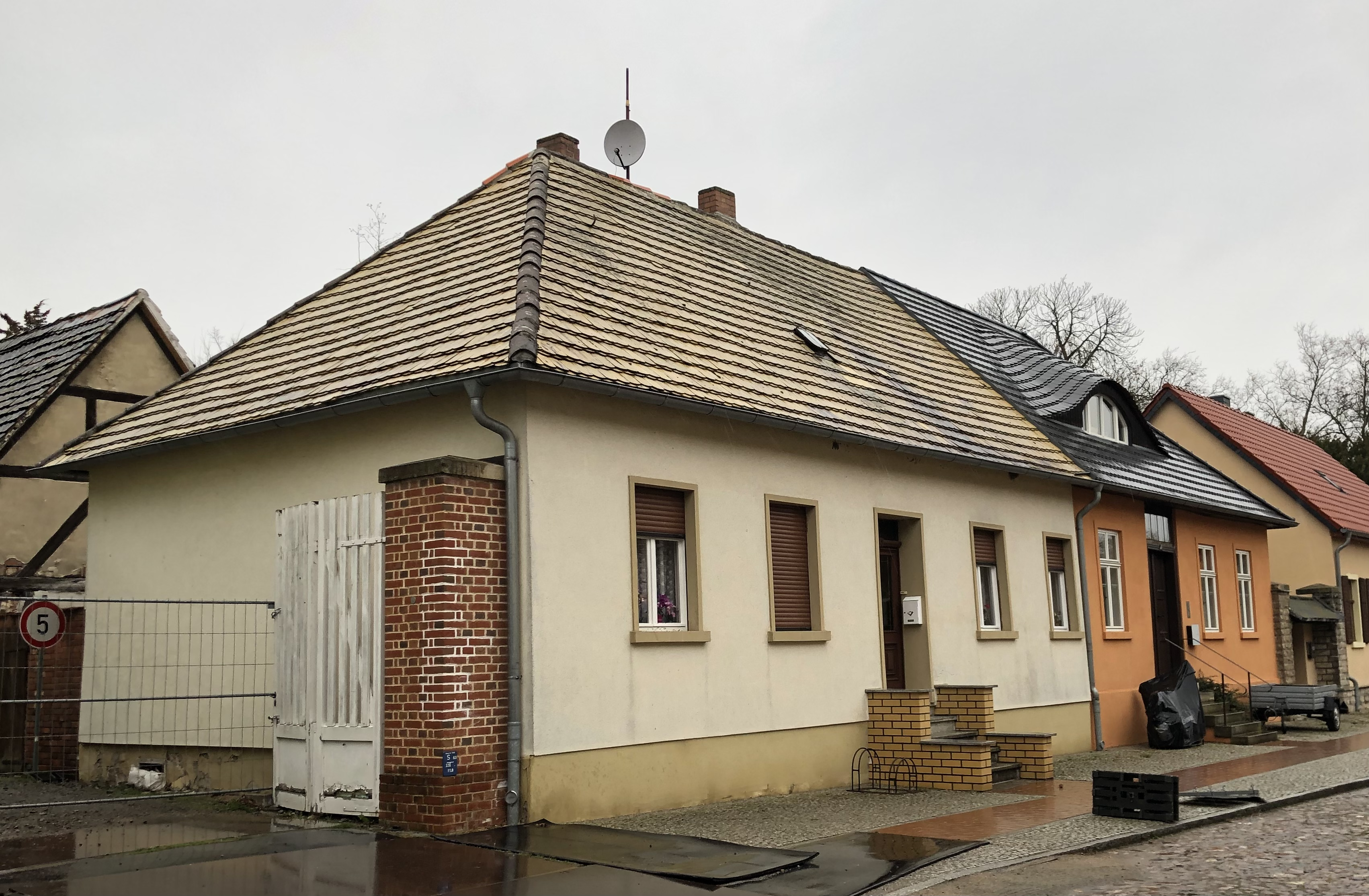
Haus Amtsgasse 39, 40 im Jahr 2022

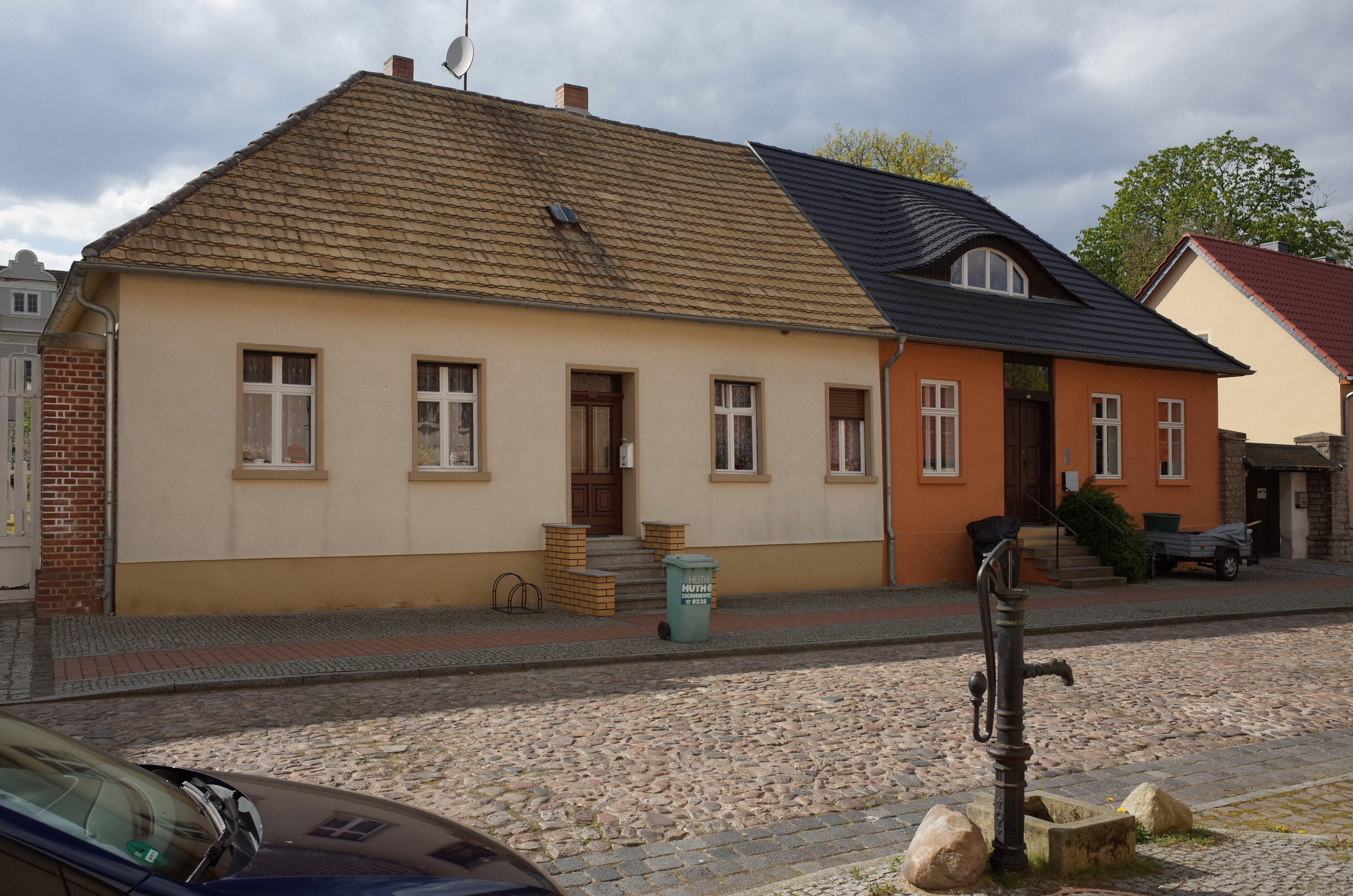
2016

Die Amtsgasse 39, 40 ist ein denkmalgeschütztes Wohnhaus in Oranienbaum-Wörlitz in Sachsen-Anhalt.

## Lage
Das Gebäude befindet sich im nördlichen Teil des Ortsteils Wörlitz, auf der Westseite der Amtsgasse. 

## Architektur und Geschichte
Das eingeschossige Doppelhaus entstand in der Zeit um 1770 in Fachwerkbauweise. Die Gestaltung des heute verputzten Gebäudes war wohl zunächst einheitlich in symmetrischer Form erfolgt. Der Bau ruht auf einem erhöhten massiven Sockelgeschoss und ist von einem Walmdach bedeckt. Zu den Eingangstüren führt jeweils eine kleine Treppe.
Links befindet sich die Hausnummer 39. Dort führte am Gebäude ursprünglich einmal die Zuwegung zum Grauen Haus entlang. Die Pfeiler der Toranlage sind noch erhalten. Darüber hinaus besteht auch ein Wirtschaftsgebäude in Fachwerkkonstruktion, ebenfalls aus der Zeit um 1770.
Die nördliche Hälfte, Nummer 40, weist im Inneren noch die bauzeitliche Raumaufteilung auf. So besteht noch eine Küche mit gemauertem Herd und Kamin sowie im Flur ein Rauchhang mit eiserner Tür. Zum Boden führt eine Treppe in barocker Gestaltung (Stand 1997). Auf dem Hof befindet sich eine alte Wasserpumpe. Außerdem stehen dort ebenfalls als Fachwerkhäuser errichtete Stall- und Wirtschaftsbauten. Im Zuge einer Sanierung etwa Anfang des 21. Jahrhunderts erhielt diese Seite des Dachs eine Fledermausgaube.
Im örtlichen Denkmalverzeichnis ist das Wohnhaus unter der Erfassungsnummer 094 40017 als Baudenkmal eingetragen.